# بوابة الجهراء
بوابة الجهراء ، هي بوابة في سور الكويت ، سميت بذلك لأن موقعها يؤدي لمدينة الجهراء و تقع إلى الغرب من الكويت و هي أيضا ممر للمنطقه الشمالية من الكويت . كما استخدمت هذه البوابة كمركز جمركي للبضائع التي تستورد أو تصدر عن طريق البر من جنوب العراق وخصوصا منطقة الزبير (العراق) وتقع حاليا في بداية شارع فهد السالم بالقرب من فندق شيراتون .